# Autoantikörper
Autoantikörper (Abkürzung: AAk oder Auto-AK) sind Antikörper, die ein körpereigenes Antigen binden. Autoantikörper sind ein charakteristisches Merkmal von Autoimmunerkrankungen, sind aber beispielsweise auch nachweisbar bei Krebs. Sie können dabei entweder an der Entstehung der Erkrankung ursächlich beteiligt sein, den Verlauf beeinflussen oder aber nur als Begleitphänomen ohne Relevanz für das klinische Bild auftreten. Für eine Reihe von Autoimmunerkrankungen ist die Rolle der identifizierten Autoantikörper umstritten oder noch nicht vollständig geklärt.
Autoantikörper sind vor allem für diagnostische Zwecke von Interesse. Zum einen ermöglichen sie die Absicherung einer Verdachtsdiagnose bei unspezifischen Symptomen. Darüber hinaus kann ihr Nachweis auch zur Unterstützung bei der Differentialdiagnose zwischen verschiedenen Formen einer Erkrankung genutzt werden, wie beispielsweise bei der Unterscheidung zwischen Typ-1- und Typ-2-Diabetes. Bei einigen Erkrankungen sind Autoantikörper ein wichtiger diagnostischer Parameter zur Verlaufskontrolle. Auch eine prädiktive Diagnostik, basierend auf dem Nachweis spezifischer Autoantikörper noch vor dem Auftreten von klinischen Symptomen, ist bei einigen Erkrankungen möglich. Einige Autoantikörper treten allerdings bei verschiedenen Erkrankungen auf, so dass für eine spezifische Diagnose in diesem Fall weitere Parameter notwendig sind.
Therapeutische Ansätze, deren Ziel die Unterdrückung oder Reduzierung von Autoantikörpern ist, befinden sich für einige Erkrankungen in der klinischen Erprobung.

## Beispiele
Rheumafaktoren sind Immunglobuline, die gegen den Fc-Teil von IgG gerichtet sind. Sie finden sich häufig bei Patienten mit rheumatoider Arthritis. Hohe Titer korrelieren zwar mit der Schwere der Erkrankung, sind jedoch nicht spezifisch. Rheumafaktoren finden sich auch bei Infektionen. Es gibt verschiedene Testmethoden.
Antinukleäre Antikörper (ANA) sind Autoantikörper, die vor allem bei Kollagenosen auftreten und gegen intranukleäre Antigene gerichtet sind.
Anti-DNA-Antikörper können gegen Doppelstrang (ds) DNA und Einzelstrang (ss) DNA gerichtet sein. Anti-Doppelstrang-DNA-Antikörper sind für den systemischen Lupus erythematodes relativ spezifisch und korrelieren in der Regel mit dem Krankheitsverlauf.
| Autoimmunerkrankung                         | Autoantikörper                              | Antigene |
| ------------------------------------------- | ------------------------------------------- | --- |
| Rheumatoide Arthritis                       | Rheumafaktor                                | Immunglobulin G Fc-Teil |
| Morbus Basedow                              | Thyreoidea-Rezeptor-Autoantikörper (TRAK)   | Thyreotropin-Rezeptor |
| Myasthenia gravis                           | Anti-Acetylcholin-Rezeptor                  | Acetylcholin-Rezeptor |
| Systemischer Lupus erythematodes            | Anti-Doppelstrang-DNA Anti-Sm               | Doppelstrang-DNA Sm-Ribonukleoprotein |
| medikamenteninduzierter Lupus erythematodes | Anti-Histon                                 | Histone |
| Goodpasture-Syndrom                         | Anti-Typ IV-Kollagen                        | Typ IV-Kollagen |
| Sklerodermie                                | Anti-Scl-70                                 | DNA-Topoisomerase |
| CREST-Syndrom                               | Anti-Centromer                              | Centromerproteine A, B und C |
| Polymyositis / Dermatomyositis              | Anti-Jo-1                                   | Histidyl-Synthetase |
| Granulomatose mit Polyangiitis              | Anti-Proteinase 3                           | Proteinase 3 |
| Pemphigus vulgaris                          | Anti-Plakoglobin, Anti-Desmoglein III       | Plakoglobin, Desmoglein III |
| Sjögren-Syndrom                             | Anti-SS-A (Ro), Anti-SS-B (=La)             | Ribonukleoprotein |
| Diabetes mellitus Typ 1                     | IAA ICSA GADA ZnT8A IA-2A (synonym: ICA512) | Insulin Inselzelloberflächen-Antigene Glutamatdecarboxylase (überwiegend GAD65, aber auch GAD67) Zink-Transporter 8 Tyrosinphosphatase IA-2 |
| Primär biliäre Cholangitis                  | Antimitochondriale Antikörper (AMA)         | E2-Untereinheit des Pyruvatdehydrogenasekomplexes (PDH-E2)                                                                                  |
| Zöliakie                                    | ARA EMA Anti-tTG                            | Reticulin Endomysium Tissue Transglutaminase                                                                                                |
| Kawasaki-Syndrom                            | Endothelzell-Antikörper (AECA)              | Endothelzellen mittelgroßer Gefäße |